# 陈立杰
陈立杰，浙江湖州人，国际信息学奥林匹克竞赛金牌获得者，清华大学2016年本科生特等奖学金获得者。
2011年，获得全国信息学竞赛金牌，被清华大学提前录取。2013年，以全场第一的成绩获得第25届国际信息学奥林匹克竞赛金牌。2017年，以大四本科生身份发表论文，解决了计算复杂性领域的重要问题。2017年，进入麻省理工学院，攻读博士学位，研究方向为计算复杂性理论。